# Chemiestandort Ferrara
Der Chemiestandort von Ferrara befindet sich am nordwestlichen Stadtrand von Ferrara.

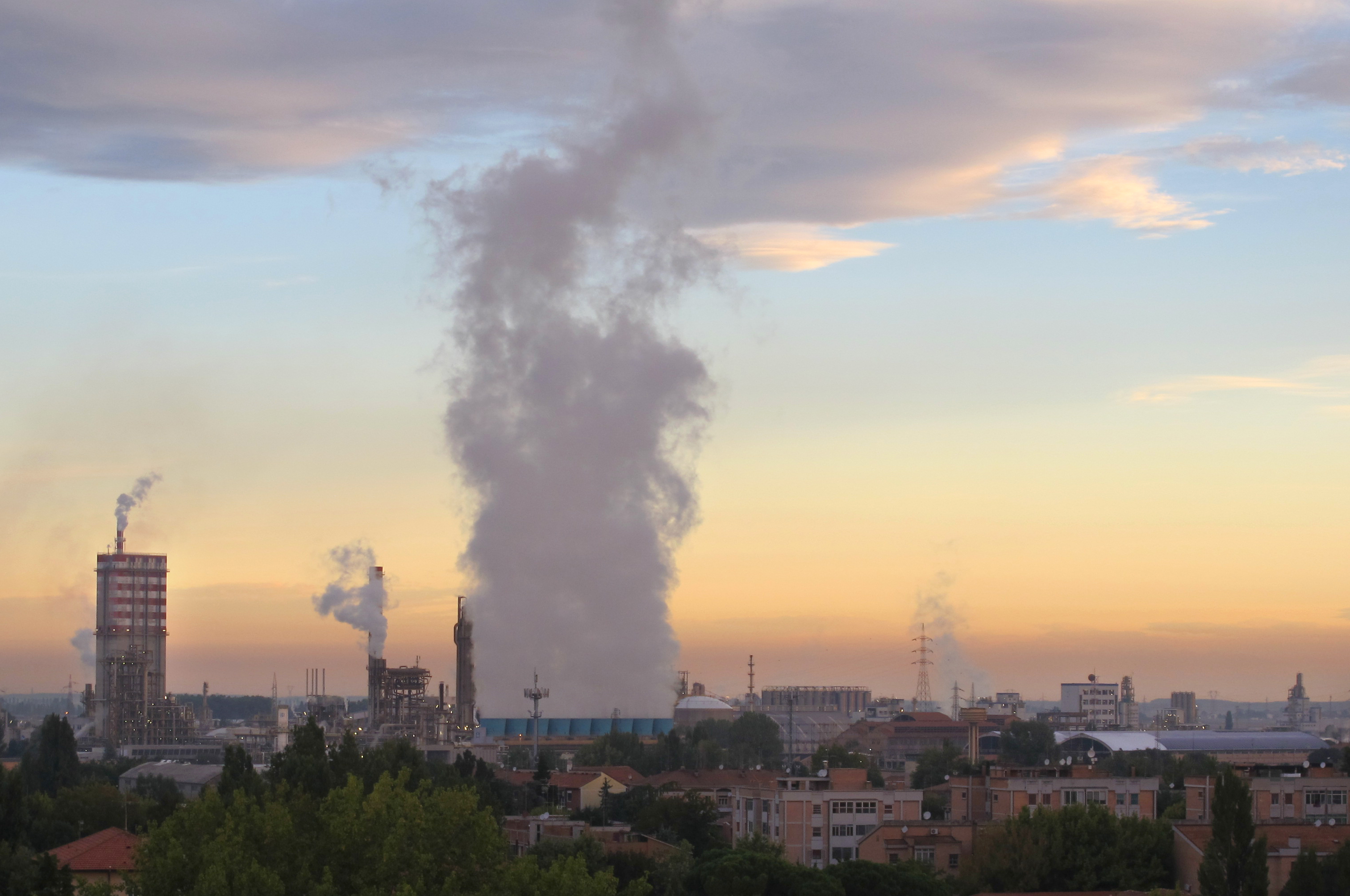
Blick auf den Chemiestandort Ferrara

## Wichtigste Unternehmen
Hier sind Chemieunternehmen ansässig wie:
- LyondellBasell (Herstellung von Polypropylen und Ziegler-Natta-Katalysatoren)
- Versalis  (Herstellung von Elastomeren, Polyethylen und Katalysatoren für Polyethylen)
- Celanese Production Italy (Technische Kunststoffe, Polyamide und Compounding)
- Yara International  (Herstellung von Düngemitteln auf Stickstoffbasis)
- Polar  (Kunststoffverarbeitung und -handel)
- ITI Polymers  (Kunststoffhandel)
- General Cavi (Gummi-Kunststoffe)

und Dienstleistungsunternehmen, z.B:
- Sapio (Lieferung von Stickstoffgas und Flüssigstickstoff, Druckwasserstoff und Instrumentenluft)
- SEF -Società EniPower Ferrara- (Strom- und Dampferzeugung), zu 51 % im Besitz von EniPower und zu 49 % im Besitz der EGL
- Centro Energia Ferrara (Strom und Dampf)
- Syndial (Umweltsanierung und -analyse)
- BT Italia (Netz- und Telekommunikationsmanagement)
- Sodexo (Kantinenbetrieb)
- ifm -Integrated Facility Management- (Konsortialgesellschaft für das Überwachungsmanagement, Versorgungseinrichtungen, Gesundheitsdienst und Werksfeuerwehr)

### Stillgelegt oder aufgegeben
- ABB Estense Service (Technische Dienste und Wartung), Ende 2006 geschlossen

### Teil des ehemaligen Solvay-Geländes, östlich des Boicelli-Kanals
- GFC Chimica S.r.l. (A.D. Sign. Cervellati)
- Benvic europe S.r.l
- Solvay

## Geschichte des Chemiestandortes
„...und erscheint inmitten von Rauch und Dämpfen, diesem Gewirr von Stahlkugeln, das die Gasometer, die Zisternen, die Science-Fiction-Gebäude bilden, still und magisch wie ein kostbares Raumschiff, das im Zentrum der Emilia ruht....“

### Die Gründung
Im Jahr 1936 beschloss, inmitten des faschistischen Regimes, ein königlicher Erlass die Einrichtung eines Chemiezentrums. Dieses sollte im Hinblick auf die Autarkie eine große Zahl von Arbeitskräften beschäftigen, die durch den Abschluss der umfangreichen Flurbereinigung und den Beginn der landwirtschaftlichen Mechanisierung arbeitslos geworden waren.
Im Jahr 1942 zählte die Region bereits fünf chemische Industrieunternehmen.
| Unternehmen                   | Produktion                         | Mitarbeiter | Produktionsbeginn |
| ----------------------------- | ---------------------------------- | ----------- | ----------------- |
| Santini D. e A.               | Möbel und Einrichtungsgegenstände  | 85          | April 1939        |
| Consorzio Agrario Provinciale | Futtermittel, Saatgut, Düngemittel | 50          | Mai 1939          |
| Metall. Meneguzzi             | Verpackungen                       | 50          | Januar 1940       |
| Linificio-Canap. Nazionale    | Spinnen, Weben                     | 300         | Februar 1940      |
| Scatolificio Littorio         | Kisten und Verpackungen            | 40          | Mai 1940          |
| S.A. F.lli Zanzi              | Werkzeugmaschinen                  | 239         | Juni 1940         |
| S.A.I.M.I.                    | Kugellager                         | 580         | Januar 1941       |
| Bonaccorsi & C.               | chemische Produkte                 | ?           | Januar 1941       |
| Sett. Fibre Tessili           | Hanfverarbeitung                   | 250         | November 1938     |
| S.A. F.lli Zeni               | Möbel und Einrichtungsgegenstände  | 80          | März 1941         |
| S.A. Calzat. Veca             | billige Schuhe                     | 300         | März 1941         |
| F. Villani                    | Holzverpackungen                   | 80          | Juni 1939         |
| Riseria Ferrarese             | Reisschälung                       | 50          | August 1941       |
| Dist. Emiliana S.A.           | Alkohol                            | 30          | Oktober 1941      |
| Soc. Chimica Aniene           | Chemische Grundprodukte            | 150         | Januar 1942       |
| Oleificio Padano              | Ölsaatenverarbeitung               | 70          | Januar 1942       |
| S.A. Amidi Glucosi            | Stärke Glukose Dextrin             | 100         | Januar 1942       |
| S.A. Cellulosa Ital.          | Zellulose, Papier                  | 250         | Anfang 1942       |
| S.L. Leghe Leggere            | Aluminiumverarbeitung              | 700         | Juni 1942         |
| S.A.I. Gomma Sintetica        | Kautschuk Kunstkautschuk           | 800         | Sommer 1942       |

### S.A.I.G.S. Ära. (1939 – 1950)
1939 wurde beschlossen, am Standort ein neues Unternehmen zu gründen: die S.A.I.G.S. (Società Anonima Industriale Gomma Sintetica). Für den Bau von Anlagen wurden ihr 50 Hektar zugewiesen.
Synthetischer Gummi gewann zu dieser Zeit aufgrund seiner Verwendung im Krieg an Bedeutung. 1942 konnte die Industrie schließlich auf die Forschungen und Entdeckungen von Giulio Natta zurückgreifen.
Dieses Werk hatte während des Zweiten Weltkriegs eine beispiellose strategische Bedeutung, da es der einzige Gummiproduzent war. Es hatte eine Jahreskapazität von 8.000 Tonnen Kautschuk und nutzte die Technologien und das Wissen von Pirelli, die in der Pilotanlage in Mailand-Bicocca entwickelt worden waren.
Zwei Jahre nach der Inbetriebnahme kam es im Jahr 1944 aufgrund von Versorgungsschwierigkeiten, die durch ständige Bombardierungen verursacht wurden, zum Stillstand der Aktivitäten. Nach Beendigung des Konflikts waren die erlittenen Schäden gering. Abgesehen von einigen Maschinen, die von den Deutschen beschlagnahmt und nach Meran gebracht wurden, wo sie in kurzer Zeit wiedergefunden wurden, konnte die Arbeit mit 400 Mitarbeitern  (gegenüber 1.300 im Jahr 1943)  wieder aufgenommen werden. Zu diesem Zeitpunkt war die wirtschaftliche Situation des Gummis jedoch bereits beeinträchtigt: Die Nachfrage reichte nach Kriegsende nicht mehr aus und der für die Herstellung benötigte Rohstoff Ethanol konnte kaum noch den Bedarf der Pharma- und Spirituosenindustrie decken.
In dieser Situation betrat Montecatini die chemische Bühne.

### Montecatini-Ära (1950 – 1962)
Montecatini begann mit der Eingliederung und Umbau der ehemaligen S.A.I.G.S.–Anlagen und dem Bau neuer Anlagen. In dieser Zeit nahm der Standort erstmals die Produktion von Erdölderivaten auf. Einige Jahre später wurde zudem eine neue Anlage zur Produktion von Stickstoffdünger errichtet.
Im Zuge des Erdölbooms von 1954 wurde eine Versorgungskette eingerichtet, die den Rohstoff Erdöl von Tankern von der nahe gelegenen Adriaküste über eine Pipeline nach Ferrara brachte. Dort wurde er gecrackt und zu seinen Derivaten verarbeitet. Mithilfe des sogenannten „thermischen Crackens“ war die Anlage in der Lage, alle wichtigen petrochemischen Produkte wie Olefine (Ethylen und Propylen), Zwischenprodukte (Ethylenoxid, Ethanol, Styrol) sowie Endprodukte (Polyethylen, Polypropylen, Terital, Polystyrol und Gummi) zu gewinnen.
Ebenfalls im Jahr 1954 entdeckte Giulio Natta das isotaktische Polypropylen „Moplen“, was die Innovationskraft Ferraras innerhalb der Montecatini-Gruppe unterstreicht. Dank dieser Entdeckung wurde 1957 in Ferrara die erste Propylen-Polymerisationsanlage der Welt gebaut.
In dieser Zeit gab es neben zahlreichen Entdeckungen und Erfolgen im Bereich der Forschung jedoch auch eine Reihe industrieller Fehler, die das Wachstum behinderten. Dazu zählten der Wiederaufbau der gleichen Vorkriegsanlagen und eine planlose Entwicklung innerhalb des Standorts selbst. Dies waren mit Sicherheit die Gründe für die schwierige Lage, in der sich Montecatini in den beiden Jahrzehnten nach dem Zweiten Weltkrieg befand. Ein weiterer Grund für die Belastung des Standorts Ferrara waren die großen finanziellen Fehler, die Montecatini begangen hatte, um die riesigen Summen zu bewältigen, die das Unternehmen für den Bau des 1959 in Betrieb genommenen Werks in Brindisi ausgegeben hatte. Das Werk litt ebenfalls unter einer unzureichenden industriellen Vorgehensweise, wodurch es zu einer Schuldenquelle wurde.
Um die Krise zu bewältigen, versuchte das Unternehmen, einige Strategien umzusetzen, um die ausgegebenen Gelder zurückzugewinnen, darunter den Kauf von Sade und die Gründung eines Joint Ventures mit Shell.

### Monteshell-Ära (1962 – 1966)
Die Umstrukturierungsstrategie trug Früchte. Aufgrund der Verstaatlichung der Elektrizität hatte Sade Forderungen gegenüber Enel in Höhe von rund 150 Milliarden Lire. Shell stellte nicht nur das Kapital zur Verfügung, sondern brachte auch sein Know-how in den Bereichen Technologie, Planung und Budgetierung ein.
Nach der Fusion wurde das petrochemische Werk in Ferrara (ähnlich wie das in Brindisi) aus Montecatini ausgegliedert, um das neue Unternehmen zu gründen. Die Trennung wurde wie folgt vollzogen: Monteshell erhielt die petrochemische Anlage, Montecatini das Forschungszentrum und den Bereich „Stickstoff“, der für die Düngemittelproduktion zuständig ist. Die beiden Teile wurden durch einen Metallzaun als sichtbares Symbol der Trennung voneinander getrennt.
Monteshell führte ein industrielles Programm durch, das auf der intensiven Nutzung von Anlagen und Personal basierte. Dies hatte einen Rückgang der Gesamtzahl der Beschäftigten um etwa 1.000 zur Folge.
Diese Periode dauerte nur bis 1966, als Montecatini seinen Zusammenschluss mit Edison bekannt gab.

### Montedison-Ära (1966–1991)
Nach der Verstaatlichung der Elektrizitätsversorgung der Stadt Mailand im Jahr 1950 hatte Edison einige Bedenken hinsichtlich seiner Zukunft im Energiebereich. Angesichts dieses Ereignisses bemühte sich das Unternehmen sofort um eine Erweiterung seiner Aktivitäten, insbesondere im Chemiesektor, da es dort angesichts des hohen Stromverbrauchs in den verschiedenen Prozessen gute Entwicklungsmöglichkeiten sah.
Trotz beträchtlicher Anstrengungen erfüllten die Ergebnisse die in sie gesetzten Hoffnungen nicht, denn es gab zahlreiche Lücken im technologischen Bereich. Diese waren einerseits auf die mangelnde Erfahrung in einem so komplexen Sektor wie der Chemie und andererseits auf den geringen Marktanteil im Vergleich zu einer effizienten Nutzung der geschaffenen Produktionskapazitäten zurückzuführen.
Als die Elektrizität im Jahr 1964 verstaatlicht wurde, verblieben die mit den Produktionsanlagen verbundenen Kraftwerke in privater Hand, sodass Edison einige Anlagen behielt. Eine Fusion wurde angesichts des internationalen Wettbewerbs, der große Energieanlagen verlangte, notwendig.
Neben dieser Überlegung benötigte Montecatini aufgrund seines Wissens- und Patentschatzes Kapital für umfangreiche Investitionsprogramme, während Edison über beträchtliche finanzielle Mittel verfügte. Vor diesem Hintergrund war die Fusion der richtige Weg, weshalb das Vorhaben von der Industrie, der Finanzwelt und der Politik unterstützt wurde.
Die beiden Unternehmen verfügten im Bereich der chemischen Industrie über eine spiegelbildliche und komplementäre Produktpalette. Diese war nicht homogen, da die Unternehmen ihre Aktivitäten aus verschiedenen Gründen vor dem Zusammenschluss diversifiziert hatten.
Nach dem Fusionsprozess erhoffte man sich zahlreiche Vorteile, darunter:
- Steigerung der Produktion innerhalb der Unternehmensgruppe
- Kosteneinsparungen durch Standardisierung und Konzentration der Produktion.
- Steigerung der Investitionseffizienz durch gemeinsame Strategien
- Verringerung der Transportkosten
- Ausweitung der Forschungs- und Entwicklungsprogramme
- Verbesserung des Vertriebs durch quantitative und qualitative Steigerung des Produktangebots.
- Vereinfachte Organisation des Handelsbereichs
- Verbesserung des Vertriebs- und Lagersystems

Giorgio Valerio, der ehemalige Präsident von Edison, wurde zum Präsidenten des neuen Unternehmens ernannt. Dabei geriet er mit den Managern von Montecatini in Konflikt, die sich ihres Status als Begründer der italienischen Chemie beraubt fühlten und starke Ressentiments gegenüber Edison hegten, da das Unternehmen in ihren Bereich „eingedrungen“ war.
In Ferrara waren die Auswirkungen dieser neuen Führung nicht bemerkbar, denn ab 1962 wurde aufgrund der allmählich überalternden Anlagen kein Entwicklungsprojekt mehr durchgeführt. Selbst das Forschungszentrum musste zwischen 1965 und 1966 einen Rückgang der Beschäftigten um 30 % hinnehmen.
Unter der Leitung von Cesare Merzagora begann die Schließung des Stickstoffwerks, da es zu klein geworden war und nicht mehr in die Marktpläne von Montedison passte: Dieser Teil des Werks wurde in das Zentrum für die Umstellung der Produktion integriert. Was die Beschäftigung betrifft, so waren 1952 in Montecatini in Ferrara 545 Personen beschäftigt. In den folgenden Jahren stieg die Zahl der Beschäftigten kontinuierlich an, bis sie 1962 bei 5.058 Personen lag. Diese verteilten sich auf die drei großen Komplexe des Petrochemie-, Stickstoff- und Forschungszentrums.
Während der Monteshell-Ära kam es zu einem Einbruch der Beschäftigung: 1.026 Mitarbeiter wurden entlassen. Im Jahr 1965 waren etwa 4.000 Menschen beschäftigt. Der kritischste Moment in Bezug auf die Belegschaft trat jedoch 1966 ein, als durch die Auflösung von Monteshell und die anschließende Gründung von Montedison die Zahl der Beschäftigten auf 3.800 sank. In den Jahren 1970–71 stieg die Zahl der Beschäftigten wieder auf etwa 4.000, da die Arbeitnehmer mit dem nationalen Tarifvertrag von 1969 eine Arbeitszeitverkürzung erreicht hatten.

Zu Beginn der 1970er Jahre befand sich die chemische Industrie auf dem Höhepunkt eines langen Expansionsprozesses, der in der Nachkriegszeit eingeleitet wurde und durch die große Verfügbarkeit billiger Rohstoffe unterstützt wurde. Während dieses Zeitraums durchlief die chemische Industrie einen radikalen Evolutionsprozess. Gründe hierfür waren das beträchtliche Anwachsen der Nachfrage, die Schaffung neuer Produkte auf der Grundlage innovativer Verfahrenstechniken und von Ersatzprodukten. Dieser Prozess führte zur Entwicklung moderner Verfahrenstechniken, zu starken  Rationalisierungseffekten und zur Entstehung der größten privaten Konzerne, die zu zahlreich und ohne klare Spezifizierungsstrategien waren.
Doch ab Ende der 1970er Jahre änderte sich das internationale Wirtschaftsszenario grundlegend: Zwischen 1955 und 1970 verdoppelte sich die durchschnittliche Größe der Unternehmen im Chemiesektor infolge des massiven Rückgriffs auf „Joint Ventures“.
In diesem Jahrzehnt unterbrachen jedoch zwei Ereignisse die bis dahin erfolgreiche Wirtschaftspolitik, die die Entwicklung der italienischen Chemie ermöglicht hatte: die soziale Krise von 1969 mit ihren Lohn- und Regulierungsforderungen sowie die Ölkrise, die nach dem sprunghaften Anstieg der Rohölpreise im Jahr 1973 entstand. Die fast ein Jahrzehnt andauernde soziale Krise unterschied den italienischen Markt von dem anderer europäischer Volkswirtschaften. Der Anstieg der Löhne in Verbindung mit dem Ölschock – ausgelöst zunächst durch das arabische Embargo und dann durch die iranische Revolution von 1979 – führte zu einem erheblichen Anstieg der Produktionskosten und schmälerte somit die Gewinne. Zusammen mit der starken Abwertung zwischen 1973 und 1976 führten diese Faktoren zu einer beispiellosen Inflation, die sowohl die 70er als auch einen Teil der 80er Jahre prägte und 1980 mit einem Anstieg der Verbraucherpreise um 21,2 % ihren Höhepunkt erreichte. Die Unsicherheit, die die Inflation mit sich brachte, war groß, da die Entwicklung des Ölpreises bis zum zweiten Ölschock unklar war, es bis dahin keine Anzeichen für eine Verlangsamung des Preisanstiegs zu geben schien und die tatsächliche Verfügbarkeit von Rohöl auf dem Markt unbekannt war. Hinzu kam, dass die Preise der Produkte auf dem internationalen Markt aufgrund von Spekulationen auf den internationalen Geldmärkten nach der Aufhebung des Systems fester Wechselkurse im Jahr 1971 unvorhersehbaren Schwankungen unterlagen.
In der Folge kam es zwischen 1974 und 1982 zu einer zyklischen und unvorhersehbaren Nachfrage, einem Rückgang der Wachstums und der Einführung nur sehr weniger bahnbrechender Innovationen. Die chemische Industrie versuchte, sich an die veränderten Marktbedingungen anzupassen, indem sie Integrationsstrategien umsetzte, ihre Produktion diversifizierte sowie Personal abbaute und umstrukturierte.
In diesem Zeitraum waren die strategische Stellung der Finanz- und Marketingabteilungen sowie die zentrale Bedeutung der „Feinchemikalien“ und der chemischen Spezialitäten prägend. Dabei handelt es sich um Chemikalien, die aus Sicht des Marktes durch ihre Funktion und nicht durch ihre Zusammensetzung diversifiziert sind. Aus wirtschaftlicher Sicht sind es differenzierte Güter, das heißt, das von einem Unternehmen für einen bestimmten Verwendungszweck angebotene Produkt unterscheidet sich von den Produkten konkurrierender Unternehmen für denselben Verwendungszweck oder wird zumindest von den Verbrauchern als solches wahrgenommen.
Die 1970er Jahre waren somit der zentrale Zeitraum der zweiten Evolutionsphase der chemischen Industrie. In dieser Übergangszeit hatte sich die Petrochemie bereits etabliert, während die Spezialchemie noch am Anfang ihrer Entwicklung stand.

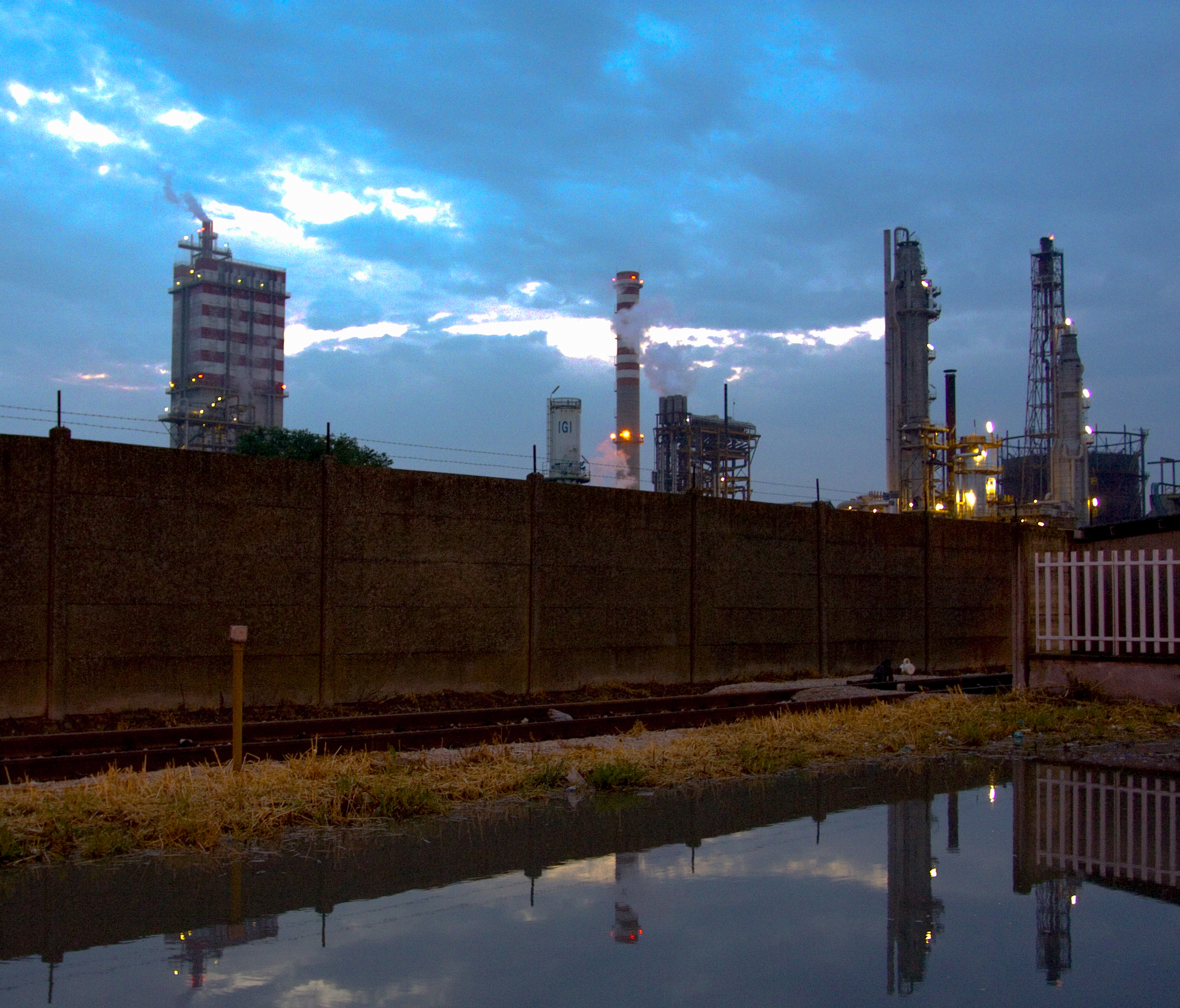
Ferrara, ehemaliges Industriegebiet von Montedison

Zwischen 1983 und 1995 kam es jedoch zu einer Erholung der Nachfrage, zur Globalisierung des Marktes, und damit zu mehr Wettbewerb und die Berücksichtigung von Umweltproblemen und die zunehmende wissenschaftliche Ausrichtung der Technik.
In diesem wirtschaftlichen Umfeld setzten die Unternehmen des Chemiesektors die in der Vergangenheit eingeleiteten Umstrukturierungsprozesse fort. Dabei konzentrierten sie sich auf eine starke Internationalisierung der Produktion, hohe Investitionen in Forschung und Entwicklung sowie eine Produktspezialisierung. Der von den Unternehmen des Chemiesektors verfolgte Wachstumskurs umfasste verschiedene Arten von Maßnahmen: Dazu zählen Übernahmen, Fusionen und Joint Ventures zur Herstellung spezieller Produkte. Das Besondere dabei war, dass die italienische Situation an der Schwelle zur Krise in den 1970er Jahren sich von der Situation in anderen Ländern dadurch unterschied, dass die chemische Industrie strukturell besonders schwach war. Die Industriepolitik der sechziger und frühen siebziger Jahre führte aufgrund von rein finanzieller Subventionen zu einem ungeordneten Wachstum der Grundchemikalien- und Rohstoffproduktion (undifferenzierte Produkte). Dieses Wachstum reagierte nicht auf die veränderten Marktbedingungen, deren Nachfrage sich bereits Anfang der siebziger Jahre auf Feinchemikalien und Spezialitäten verlagerte.

### Neue Montedison-Ära (1991 bis heute)

#### ABB Estense Service-Affäre
Die ABB Estense Service S.p.A. entstand am 1. März 2001 aus dem Verkauf einer Geschäftseinheit von EniChem an ABB Lummus Global der ABB-Gruppe. Die Geschäftseinheit umfasste die Bereiche Instandhaltung, Technisches Büro, Einkauf und Materiallager. Anfangs bestand sie aus rund 90 Mitarbeitern, von denen die meisten von EniChem übernommen und einige von ABB eingestellt wurden. In Spitzenzeiten erreichte sie dann rund 100 Mitarbeiter. Die Übernahme der Aufgaben durch EniChem erfolgte unter erheblichen Widerständen und Verunsicherung auf Seiten der Chemiearbeiter. Die Transaktion wurde mit Garantien der örtlichen Behörden und der Unterstützung der Gewerkschaften durchgeführt. Das Projekt wurde als einziger Ausweg aus der Krise gesehen, in der sich EniChem und die Petrochemiebranche befanden, da sie die Kosten für allgemeine Dienstleistungen tragen mussten. Es folgte die Gründung des Konsortiums I.F.M., das die übrigen allgemeinen Bereiche des Werks übernahm, darunter die Sicherheits-, Brand-, Gesundheits- und Erste-Hilfe-Dienste.
ABB Estense Service ging am 31. Dezember 2006 in Konkurs und wurde liquidiert, schloss jedoch mit einem Gewinn von einigen Millionen Euro ab. Grund war die Nichtverlängerung des Vertrags mit dem einzigen verbliebenen Großkunden Polimeri Europa, der inzwischen von EniChem übernommen worden war. Ein Teil der ABB-Beschäftigten wurde an Polimeri Europa abgegeben, zwölf werden entlassen und rund zehn bleiben vom Verkauf verschont. Dies führt zu einem heftigen und schwer zu lösenden Arbeitskonflikt, bei dem es um die Wiedereingliederung der von Polimeri Europa abgelehnten Beschäftigten geht. Sie verblieben ohne Perspektive in einer ABB a Ferrara in Liquidation. Im November 2007 wurde der letzte ehemalige Mitarbeiter von ABB Estense Service versetzt, womit eines der ungewöhnlichsten und umstrittensten Ereignisse der letzten Jahre in dem petrochemischen Werk abgeschlossen wurde.

## Auswirkung auf die Umwelt
Bürger berichteten von ekelerregenden Gerüchen und nachts brennenden Notfackeln in der Umgebung der Chemiewerke. Diese Berichte führten zur Untersuchung durch die Staatsanwaltschaft, welche gefährliche und nicht genehmigte Emissionen festgestellte. Einigen Untersuchungen zufolge ist die Häufigkeit von Lungenkrebs in Ferrara deutlich höher als im Durchschnitt.

## Der Chemie-Cluster in den Medien
Der Chemie-Cluster diente als Kulisse für mehrere Dokumentarfilme, aber auch für den Film Chiedo asilo von Marco Ferreri und das Musikvideo Sin/Cos von Armenian. Der Name des Musikprojekts Le Luci della Centrale Elettrica des in Ferrara lebenden Singer-Songwriters Vasco Brondi wurde vom Chemie-Cluster inspiriert.